# Mercedes-Benz (automobilismo)
Mercedes-Benz è un costruttore tedesco che ha sempre partecipato alle competizioni automobilistiche dall'inizio del XX secolo. 
La Mercedes fu presente nelle competizioni Grand Prix sin dall'inizio del novecento: si ricordano le prestigiose vittorie nei Grand Prix di Francia del 1908 e 1914, ma soprattutto le moltissime affermazioni nel periodo 1934-1939, quando la casa tedesca vinse ben 34 Gran Premi su 56 disputati e tre volte il campionato europeo di automobilismo (1935-1937-1938), che era il più prestigioso campionato automobilistico del mondo, precursore del successivo campionato mondiale di Formula 1 istituito nel 1950, al quale la Mercedes partecipò vittoriosamente nel biennio 1954-55 ottenendo due titoli mondiali piloti prima di ritirarsi. è tornata in Formula 1 prima come fornitore e poi come costruttore.
Ha partecipato negli anni ad altre competizione come le gare di Sport Prototipi, Rally, DTM e Formula E.

## Storia

### Dagli albori dell'automobilismo al dominio degli anni trenta (1903-1939)
La Mercedes è una delle scuderie più antiche tuttora esistenti. Nel 1901 ottenne a Nizza la sua prima vittoria in una competizione; nel 1903 partecipò alla quarta edizione della coppa Gordon-Bennett, ottenendo il primo successo di una casa non francese in quello che fu il primo grande trofeo della storia dell'automobilismo. Nelle due edizioni successive ottenne un secondo e un quinto posto. La partecipazione alle corse fu minore fino al primo dopoguerra, quando dalla metà degli anni 1920 intensificò gli impegni, complice anche la creazione del campionato mondiale costruttori e del Gran Premio di Germania. Grazie al massiccio appoggio economico dato dal governo nazista a fini propagandistici, dalla metà degli anni 1930 la Mercedes e la connazionale Auto Union dominarono la scena internazionale, dividendosi le quattro edizioni del campionato europeo di automobilismo tra il 1935 e il 1938, lottando per il vertice anche nel 1939 fino all'interruzione delle competizioni a causa dello scoppio della seconda guerra mondiale. Per la casa della stella si mise in luce in particolare Rudolf Caracciola, campione negli anni 1935, 1937 e 1938. Tra le auto di questo periodo invece, degne di nota sono la W25, la W125 e la W154, con le quali la casa di Stoccarda mieté una grande quantità di vittorie e sbaragliò la concorrenza, con la sola opposizione della Auto Union.
Nel 1914, subito prima dello scoppio della prima guerra mondiale, la Mercedes partecipò e vinse il Gran Premio di Francia.
La ricostruzione post-bellica rallentò il ritorno alle competizioni, ma a partire dal 1934, il cambio di regolamento per le vetture da Gran Prix, deciso dall'Associazione Internazionale degli Automobile Club Riconosciuti, limitando il peso massimo delle vetture a 750 kg, favorì la competitività delle Mercedes e delle Auto Union che grazie alle più avanzate tecnologie metallurgiche dell'industria tedesca poterono costruire auto più leggere che potevano ospitare motori di cilindrata superiore alla concorrenza.
Gli anni '30 furono contrassegnati dal dominio delle frecce d'argento, il colore fu dovuto allo stesso regolamento: al gran premio di Germania del 1934, disputatosi sul circuito Nordschleife del Nürburgring, le due Mercedes-Benz erano più pesanti di 1 kg rispetto al massimo regolamentare, von Brauchitsch suggerì di rimuovere, da entrambe le vetture, lo strato di vernice bianca, con cui erano colorate di norma le vetture di nazionalità tedesca. Così fece Alfred Neubauer, direttore del settore corse, lasciando quindi a vista l'alluminio della scocca delle vetture; fu così che nacque il mito delle Frecce d'argento.

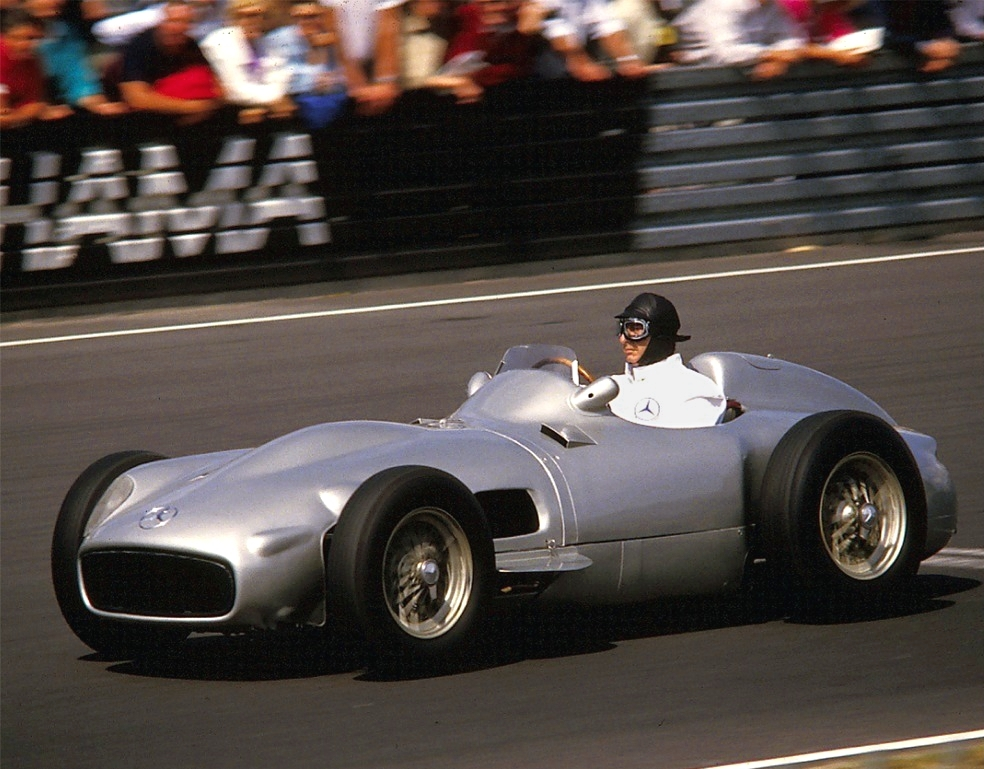
Una Mercedes-Benz W196 del 1954 guidata da Juan Manuel Fangio in una rievocazione

### Le gare di durata e il primo periodo in Formula 1 (1952-1955)
Nel 1952 la Mercedes-Benz ritornò alle competizioni vincendo la 24 Ore di Le Mans e la Carrera Panamericana, oltre a dominare la Formula 1 (erede dei Grand Prix) per due stagioni vincendo altrettanti campionati mondiali piloti. Tutto questo ebbe termine nel 1955 quando una Mercedes 300 SLR fu protagonista di un terribile incidente a Le Mans in cui rimasero uccisi più di 80 spettatori, e la casa si ritirò da ogni attività sportiva.

### Sportprototipi
Dopo qualche sporadica partecipazione ai rally, a metà anni '80 riappare un motore V8 Mercedes montato sulla Sauber C8 di Gruppo C impegnata nel Campionato Mondiale Sportprototipi, nelle stagioni successive la collaborazione con Sauber riceve un importante supporto da parte della Mercedes e i risultati non tardano ad arrivare: nel 1989 con la Sauber C9 vittoria del Campionato piloti e costruttori, ma soprattutto dopo 37 anni torna a vincere la 24 Ore di Le Mans; nel 1990 le Mercedes-Benz C11 vincono nuovamente il mondiale prototipi, è il vero ritorno delle frecce d'argento.
Verso la fine degli anni Novanta, la casa tedesca torna a gareggiare nella massima serie per vetture a ruote coperte, prende infatti parte al Campionato FIA GT che vince nel 1997 con la CLK-GTR e nel 1998 con la CLK-LM, tuttavia non riesce per ben 2 volte a conquistare la 24 Ore di Le Mans, in particolare nel 1999 sfiora ripetutamente il dramma con la Mercedes-Benz CLR che "decolla" in tre diverse occasioni.

### DTM
Nei primi anni novanta, gareggia nel DTM, lo spettacolare campionato turismo tedesco, prima con la Mercedes-Benz 190 e in seguito con la Mercedes-Benz Classe C36 sempre schierate tramite il team AMG, vincendo 3 campionati in 7 anni di militanza. Attualmente la casa è presente nel DTM e come costruttore e fornitore di motori in Formula 1 e Formula 3 sotto la guida di Norbert Haug.

### Il ritorno in Formula 1 (1994-oggi)
La Mercedes si afferma come fornitore di motori vincendo la 500 Miglia di Indianapolis nel 1994, e numerosi mondiali in Formula 1, sia come fornitore di motori con la McLaren nel 1998, 1999 e 2008 e con la Brawn GP nel 2009, sia come costruttore indipendente, tornando a competere direttamente nella massima serie dal 2010, rilevando la Brawn. La scuderia tornò al successo mondiale (sia piloti che costruttori) nel 2014; da quell'anno ebbe inizio un lungo ciclo di successi, che avrebbe portato alla vittoria di numerosi titoli mondiali con Lewis Hamilton e Nico Rosberg. 

### Formula E (2019-2022)
La Mercedes partecipa nella Formula E dalla stagione 2019-2020, per poi ritirarsi a fine 2022.